# La Bouilladisse
La Bouilladisse es una comuna francesa situada en el departamento de Bocas del Ródano, en la región de Provenza-Alpes-Costa Azul. Tiene una población estimada, a inicios de 2020, de 6316 habitantes.